# العلاقات السنغالية الغينية
العلاقات السنغالية الغينية هي العلاقات الثنائية التي تجمع بين السنغال وغينيا.

## مقارنة بين البلدين
هذه مقارنة عامة ومرجعية للدولتين:
| وجه المقارنة                                              | السنغال                                              | غينيا       |
| --------------------------------------------------------- | ---------------------------------------------------- | ----------- |
| المساحة (كم2)                                             | 196.72 ألف                                           | 245.86 ألف  |
| عدد السكان (نسمة)                                         | 15.85 مليون                                          | 12.72 مليون |
| الكثافة السكانية (ن./كم²)                                 | 80.57                                                | 51.74       |
| العاصمة                                                   | داكار                                                | كوناكري     |
| اللغة الرسمية                                             | لغة فرنسية، اللغة الولوفية، باديارا ‏، اللغة البلنتية | لغة فرنسية  |
| العملة                                                    | فرنك غرب أفريقي                                      | فرنك غيني   |
| الناتج المحلي الإجمالي (بليون دولار)                      | 16.37 مليار                                          | 10.50 مليار |
| الناتج المحلي الإجمالي (تعادل القوة الشرائية) بليون دولار | 36.62 مليار                                          | 15.24 مليار |
| الناتج المحلي الإجمالي الاسمي للفرد دولار أمريكي          | 899                                                  | 531         |
| الناتج المحلي الإجمالي للفرد دولار أمريكي                 | 2.33 ألف                                             | 1.22 ألف    |
| مؤشر التنمية البشرية                                      | 0.466                                                | 0.411       |
| رمز المكالمات الدولي                                      | +221                                                 | +224        |
| رمز الإنترنت                                              | .sn                                                  | .gn         |
| المنطقة الزمنية                                           | 00                                                   | 00          |

## منظمات دولية مشتركة
يشترك البلدان في عضوية مجموعة من المنظمات الدولية، منها:
| علم المنظمة | اسم المنظمة                                 | تاريخ انضمام السنغال | تاريخ انضمام غينيا |
| ----------- | ------------------------------------------- | -------------------- | ------------------ |
|             | وكالة ضمان الاستثمار متعدد الأطراف          | 12 أبريل 1988        | 5 أكتوبر 1995      |
|             | الأمم المتحدة                               | 28 سبتمبر 1960       | 12 ديسمبر 1958     |
|             | الفريق المعني برصد الأرض                    | ?                    | ?                  |
|             | منظمة التعاون الإسلامي                      | ?                    | ?                  |
|             | منظمة حظر الأسلحة الكيميائية                | ?                    | ?                  |
|             | منظمة التجارة العالمية                      | ?                    | 25 أكتوبر 1995     |
|             | منظمة الشرطة الجنائية الدولية               | ?                    | ?                  |
|             | الاتحاد الأفريقي                            | ?                    | 1963               |
|             | البنك الإفريقي للتنمية                      | ?                    | ?                  |
|             | مؤسسة التنمية الدولية                       | 31 أغسطس 1962        | 26 سبتمبر 1969     |
|             | يونسكو                                      | 10 نوفمبر 1960       | 2 فبراير 1960      |
|             | مجموعة دول أفريقيا والكاريبي والمحيط الهادئ | ?                    | ?                  |
|             | الاتحاد البريدي العالمي                     | ?                    | ?                  |
|             | البنك الدولي للإنشاء والتعمير               | 31 أغسطس 1962        | 28 سبتمبر 1963     |
|             | أفريستات ‏                                   | 21 سبتمبر 1993       | 2000               |
|             | مؤسسة التمويل الدولية                       | 31 أغسطس 1962        | 22 أكتوبر 1982     |
|             | المركز الدولي لتسوية المنازعات الاستشارية   | 21 مايو 1967         | 4 ديسمبر 1968      |
|             | أحدى                                        | ?                    | ?                  |

## وصلات خارجية
- موقع وزارة الخارجية السنغالية